# 다시로 마사야
다시로 마사야(일본어: 田代 雅也, 1993년 5월 1일 ~ )는 일본의 축구 선수이다. 현재 J1리그의 아비스파 후쿠오카에서 뛰고 있다.

## 구단 경력
그는 2016년부터 J리그의 FC 기후, 도치기 SC, 사간 도스, 아비스파 후쿠오카에서 뛰었다.